# Seizième district congressionnel de Californie
Le 16e district congressionnel de Californie est un district de l'État américain de Californie. Il comprend des parties des comtés de Santa Clara et de San Mateo, s'étendant de la région sud-ouest de la Baie de San Francisco jusqu'à la côte Pacifique en passant par les montagnes de Santa Cruz. Le district est actuellement représenté par le Démocrate Sam Liccardo.
Le 20 décembre 2021, la commission de redécoupage de l'État a approuvé à l'unanimité une nouvelle carte congressionnelle, selon laquelle le nouveau district chevauche largement l'ancien 18e district. La primaire de juin 2022 a été la première à présenter les nouvelles circonscriptions ; cependant, les Représentants en exercice reflétaient les anciennes limites des districts jusqu'aux élections générales de novembre 2022.
Avant le redécoupage des années 2020, le district comprenait le Comté de Merced, la majeure partie du Comté de Madera et une partie du Comté de Fresno. Pendant cette période, les villes du district comprenaient Los Banos, Madera, Merced et la majeure partie de Fresno. Les villes du nouveau 16e district comprennent Pacifica, Half Moon Bay, Atherton, Palo Alto, Saratoga, Campbell, Woodside et Los Gatos, ainsi que les parties centre-sud et sud-ouest de San Jose. La majeure partie de l'ancien 16e district fait désormais partie des 13e et 21e districts.

## Géographie
| #  | Comté       | Siège        | Population |
| -- | ----------- | ------------ | ---------- |
| 81 | San Mateo   | Redwood City | 726 353    |
| 85 | Santa Clara | San Jose     | 1 877 592  |

Depuis le redécoupage de 2020, le 16e district congressionnel de Californie est situé dans la région de la Baie de San Francisco. Il englobe la côte ouest et l'intérieur du Comté de San Mateo, ainsi que la frontière ouest du Comté de Santa Clara.
Le Comté de San Mateo est divisé entre ce district et le 15e district. Ils sont divisés par San Francisquito Creek, Menalto Ave, Willow Rd, S Perimeter Rd, W Perimeter Rd, Bay Rd, Marsh Rd, Middlefield Rd, Highway 82, Highway 84, Alameda de las Pulgas, Woodhill Dr, Farm Hill Blvd, The Loop Rd, Jefferson Ave, Summit Way, California Way, Junipero Serra Freeway et Highway 35. Le 16e district englobe les sections sud de la ville de Menlo Park et de la ville d'Atherton, les villes de Pacifica, Half Moon Bay et Portola Valley, la ville de Woodside et les census-designated places de Montara, Moss Beach, El Granada, Pescadero, Loma Mar, La Honda et Ladera,
Le Comté de Santa Clara est divisé entre ce district, le 17e district, le 18e et le 19e. Les 16e et 19e sont divisées par Old Santa Cruz Highway, Aldercroft Hts Rd, Weaver Rd, Soda Springs Rd, Love Harris Rd, Pheasant Creek, Guadalupe Creek, Guadalupe Mines Rd, Oak Canyon Dr, Coleman Rd, Meridian Ave, Highway G8, Rivière Guadalupe, voie express W Capitol, chemin Senter, avenue Sylvandale, chemin Yerba Buena, chemin Silver Creek et voie express E Capitol. Les 16e et 18e sont divisés par Annona Ave Santiago Ave, Tully Rd, Highway 101, S King Rd, Valley Palms Apts, Story Rd, Senter Rd, E Alma Ave, S 7th St, Monterey Rd, Barnard Ave, Highway G8, Highway 87, W Alma Ave, Belmont Way, Belmont Ave, Minnesota Ave, Prevost St, Atlanta Ave, Fuller Ave, Riverside Dr, Coe Ave, Lincoln Ave, Paula St, Highway 280 et Highway 880. Les 16e et 17e sont divisées par Stevens Creek Blvd, Santana Row, Olsen Dr, S Winchester Blvd, Williams Rd, Eden Ave, Lexington Dr, Valley Forge Way, Gleason Ave, Moreland Way, Payne Ave, Saratoga Ave, Doyle Rd, Highway G2, Royal Ann Dr, Wisteria Way, Rainbow Dr, Highway 85, S De Anza Blvd, Prospect Rd, Fremont Older Open Space, Permanente Creek, Highway 280, N Foothill Blvd, Homestead Rd, Stevens Creek, W EL Camino Real, Magritte Way, Highway G6, Highway 101 et Enterprise Way.
Le 16e district comprend la partie centre-ouest de la ville de San Jose, les villes de Campbell, Saratoga, Los Gatos, Los Altos, Mountain View, Palo Alto et Monte Sereno, les villes de Los Altos Hills et Los Gatos, et les census-designated places de Loyola, Lexington Hills, Cambrian Park, Fruitdale et Stanford, qui comprend l'Université de Stanford.

### Villes et census-designated places de 10 000 personnes ou plus
- San Jose - 977 233
- Mountain View - 81 059
- Palo Alto - 68 572
- Campbell - 43 959
- Pacifica - 38 640
- Menlo Park - 33 780
- Los Gatos - 31 625
- Saratoga - 31 051
- Stanford - 21 150
- Half Moon Bay - 11 795

### Villes de 2500 à 10 000 personnes
- Los Altos Hills - 8489
- Atherton - 7188
- El Granada - 5481
- Woodside - 5309
- Portola Valley - 4456
- Cambrian Valley - 4456
- Cambrian Park - 3719
- Loyola - 3491
- Monte Sereno - 3479
- Moss Beach - 3214
- Montara - 2833

## Historique de vote
| Année | Poste      | Résultats                       |
| ----- | ---------- | ------------------------------- |
| 1992  | Président  | Clinton 52,4 % - 27,1           |
| 1992  | Sénateur   | Feinstein 63,8 % - 28,4 %       |
| 1992  | Sénateur   | Boxer 54,4 % - 34,0 %           |
| 2000  | Président  | Gore 64,2 % - 31,7 %            |
| 2000  | Sénateur   | Feinstein 64,4 % - 30,2 %       |
| 2002  | Gouverneur | Davis 56,3 % - 31,3 %           |
| 2003  | Recall,    | Non 57,3 % - 42,7 %             |
| 2003  | Recall,    | Bustamante (en) 41,2 % - 38,7 % |
| 2004  | Président  | Kerry 63,4 % - 35,5 %           |
| 2004  | Sénateur   | Boxer (D) 67.0%                 |
| 2006  | Gouverneur | Schwarzenegger 49,6 % - 46,1 %  |
| 2006  | Sénateur   | Feinstein (D) 70,2 % - 24,6 %   |
| 2008  | Président  | Barack Obama 69,6 % - 28,8 %    |
| 2010  | Gouverneur | Brown 62,3 % - 33,4 %           |
| 2010  | Sénateur   | Boxer 64,3 % - 30,8 %           |
| 2012  | Gouverneur | Obama 58,6 % - 39,4 %           |
| 2012  | Sénateur   | Feinstein 59,3 % - 40,7 %       |
| 2014  | Gouverneur | Brown 54,4 % - 45,6 %           |
| 2016  | Président  | Clinton 58,0 % - 36,4 %         |
| 2016  | Sénateur   | Sanchez 51,2 % - 48,8 %         |
| 2018  | Gouverneur | Newsom 56,1 % - 43,9 %          |
| 2018  | Sénateur   | de León (en) 51,9 % - 48,1 %    |
| 2020  | Président  | Biden 58,8 % - 38,9 %           |
| 2021  | Recall     | Non 54,2 % - 45,7 %             |
| 2022  | Gouverneur | Newsom 72,5 % - 27,5 %          |
| 2022  | Sénat      | Padilla 74,1 % - 25,9 %         |

## Liste des représentants du district
| Membre                        | Parti       | Années                          | Congrès     | Histoire électorale | Zone géographique |
| ----------------------------- | ----------- | ------------------------------- | ----------- | --- | --- |
| District créée le 4 mars 1933 |             |                                 |             | | |
| John F. Dockweiler (en)       | Démocrate   | 4 mars 1933 - 3 janvier 1939    | 73e - 75e   | Élu en 1932. Réélu en 1934. Réélu en 1936. Perds sa réélection en tant qu'Indépendant après s'être présenté comme Gouverneur.                                                   | |
| Leland M. Ford (en)           | Républicain | 3 janvier 1939 - 3 janvier 1943 | 76e , 76e   | Élu en 1938. Réélu en 1940. Perds sa réélection. | |
| Will Rogers Jr. (en)          | Démocrate   | 3 janvier 1943 - 23 mai 1944    | 78e         | Élu en 1942. Démissionne pour retourner au service actif dans l'Armée. | |
| Vacant                        | Vacant      | 23 mai 1944 - 3 janvier 1945    | 78e         | | |
| Ellis E. Patterson (en)       | Démocrate   | 3 janvier 1945 - 3 janvier 1947 | 79e         | Élu en 1944. Perds sa renomination. | |
| Donald L. Jackson (en)        | Républicain | 3 janvier 1947 - 3 janvier 1961 | 80e - 86e   | Élu en 1946. Réélu en 1948. Réélu en 1950. Réélu en 1952. Réélu en 1954. Réélu en 1956. Réélu en 1958. Retrait.                                                                 | |
| Alphonzo E. Bell Jr. (en)     | Républicain | 3 janvier 1961 - 3 janvier 1963 | 87e         | Élu en 1960. Redécoupage vers le 28e district. | |
| B. F. Sisk (en)               | Démocrate   | 3 janvier 1963 - 3 janvier 1967 | 88e , 89e   | Redécoupage depuis le 12e district et réélu en 1962. Réélu en 1964. | Fresno, Madera, Merced |
| B. F. Sisk (en)               | Démocrate   | 3 janvier 1967 - 3 janvier 1975 | 90e - 93e   | Réélu en 1966. Réélu en 1968. Réélu en 1970. Réélu en 1972. Redécoupage vers le 15e district.                                                                                   | Fresno, Merced |
| Burt Talcott (en)             | Républicain | 3 janvier 1975 - 3 janvier 1977 | 94e         | Redécoupage depuis le 12e district et réélu en 1974. Perds sa réélection. | Monterey (Partie Ouest), San Benito, San Luis Obispo (Partie Nord), Santa Cruz |
| Leon Panetta                  | Démocrate   | 3 janvier 1977 - 3 janvier 1983 | 95e - 97e   | Élu en 1976. Réélu en 1978. Réélu en 1980. | Monterey (Partie Ouest), San Benito, San Luis Obispo (Partie Nord), Santa Cruz |
| Leon Panetta                  | Démocrate   | 3 janvier 1983 - 3 janvier 1993 | 98e - 102e  | Réélu en 1982. Réélu en 1984. Réélu en 1986. Réélu en 1988. Réélu en 1990. Redécoupage vers le 17e district.                                                                    | Monterey, San Benito, San Luis Obispo (Partie Nord), Santa Cruz (Partie Sud) |
| Don Edwards                   | Démocrate   | 3 janvier 1993 - 3 janvier 1995 | 103e        | Redécoupage depuis le 10e district et réélu en 1992. Retrait. | Santa Clara |
| Zoe Lofgren                   | Démocrate   | 3 janvier 1995 - 3 janvier 2013 | 104e - 112e | Élue en 1994. Réélue en 1996. Réélue en 1998. Réélue en 2000. Réélue en 2002. Réélue en 2004. Réélue en 2006. Réélue en 2008. Réélue en 2010. Redécoupage vers le 19e district. | Santa Clara |
| Zoe Lofgren                   | Démocrate   | 3 janvier 1995 - 3 janvier 2013 | 104e - 112e | Élue en 1994. Réélue en 1996. Réélue en 1998. Réélue en 2000. Réélue en 2002. Réélue en 2004. Réélue en 2006. Réélue en 2008. Réélue en 2010. Redécoupage vers le 19e district. | Santa Clara (San José) |
| Jim Costa                     | Démocrate   | 3 janvier 2013 - 3 janvier 2023 | 113e - 117e | Redécoupage depuis le 20e district et réélu en 2012. Réélu en 2014. Réélu en 2016. Réélu en 2018. Réélu en 2020. Redécoupage vers le 21e district.                              | Vallée Centrale incluant Fresno et Merced |
| Anna Eshoo                    | Démocrate   | 3 janvier 2023 - 3 janvier 2025 | 118e        | Redécoupage depuis le 18e district et réélue en 2022. Retrait. | Des parties des comtés de Santa Clara, San Mateo et Santa Cruz, s'étendant du sud-ouest de la région de la baie de San Francisco à travers les monts Santa Cruz jusqu'à la côte pacifique. |
| Sam Liccardo                  | Démocrate   | 3 janvier 2025 - en cours       | 119e        | Élu en 2024. | Des parties des comtés de Santa Clara, San Mateo et Santa Cruz, s'étendant du sud-ouest de la région de la baie de San Francisco à travers les monts Santa Cruz jusqu'à la côte pacifique. |

## Résultats des récentes élections
Voici les résultats des dix précédents cycles électoraux dans le district.

### 2004
| Élection de 2004 du 16e district congressionnel de Californie | Élection de 2004 du 16e district congressionnel de Californie | Élection de 2004 du 16e district congressionnel de Californie | Élection de 2004 du 16e district congressionnel de Californie | Élection de 2004 du 16e district congressionnel de Californie |
| ------------------------------------------------------------- | ------------------------------------------------------------- | ------------------------------------------------------------- | ------------------------------------------------------------- | ------------------------------------------------------------- |
| Parti                                                         | Parti                                                         | Candidat                                                      | Votes                                                         | %                                                             |
|                                                               | Démocrate                                                     | Zoe Lofgren (sortant)                                         | 129 222                                                       | 70,9                                                          |
|                                                               | Républicain                                                   | Lawrence R. Wiesner                                           | 47 992                                                        | 26,4                                                          |
|                                                               | Libertarien                                                   | Markus Welch                                                  | 5067                                                          | 2,7                                                           |
| Total des votes                                               | Total des votes                                               | Total des votes                                               | 182 281                                                       | 100%                                                          |
|                                                               | Les Démocrates conservent                                     |                                                               |                                                               |                                                               |

### 2006
| Élection de 2006 du 16e district congressionnel de Californie | Élection de 2006 du 16e district congressionnel de Californie | Élection de 2006 du 16e district congressionnel de Californie | Élection de 2006 du 16e district congressionnel de Californie | Élection de 2006 du 16e district congressionnel de Californie |
| ------------------------------------------------------------- | ------------------------------------------------------------- | ------------------------------------------------------------- | ------------------------------------------------------------- | ------------------------------------------------------------- |
| Parti                                                         | Parti                                                         | Candidat                                                      | Votes                                                         | %                                                             |
|                                                               | Démocrate                                                     | Zoe Lofgren (sortant)                                         | 98 929                                                        | 72,8                                                          |
|                                                               | Républicain                                                   | Charel Winston                                                | 37 130                                                        | 27,2                                                          |
| Total des votes                                               | Total des votes                                               | Total des votes                                               | 136 059                                                       | 100%                                                          |
|                                                               | Les Démocrates conservent                                     |                                                               |                                                               |                                                               |

### 2008
| Élection de 2008 du 16e district congressionnel de Californie | Élection de 2008 du 16e district congressionnel de Californie | Élection de 2008 du 16e district congressionnel de Californie | Élection de 2008 du 16e district congressionnel de Californie | Élection de 2008 du 16e district congressionnel de Californie |
| ------------------------------------------------------------- | ------------------------------------------------------------- | ------------------------------------------------------------- | ------------------------------------------------------------- | ------------------------------------------------------------- |
| Parti                                                         | Parti                                                         | Candidat                                                      | Votes                                                         | %                                                             |
|                                                               | Démocrate                                                     | Zoe Lofgren (sortant)                                         | 146 481                                                       | 71,3                                                          |
|                                                               | Républicain                                                   | Charel Winston                                                | 49 399                                                        | 24,1                                                          |
|                                                               | Libertarien                                                   | Steven Wells                                                  | 9447                                                          | 4,6                                                           |
| Total des votes                                               | Total des votes                                               | Total des votes                                               | 205 327                                                       | 100%                                                          |
|                                                               | Les Démocrates conservent                                     |                                                               |                                                               |                                                               |

### 2010
| Élection de 2010 du 16e district congressionnel de Californie | Élection de 2010 du 16e district congressionnel de Californie | Élection de 2010 du 16e district congressionnel de Californie | Élection de 2010 du 16e district congressionnel de Californie | Élection de 2010 du 16e district congressionnel de Californie |
| ------------------------------------------------------------- | ------------------------------------------------------------- | ------------------------------------------------------------- | ------------------------------------------------------------- | ------------------------------------------------------------- |
| Parti                                                         | Parti                                                         | Candidat                                                      | Votes                                                         | %                                                             |
|                                                               | Démocrate                                                     | Zoe Lofgren (sortant)                                         | 105 841                                                       | 67,82                                                         |
|                                                               | Républicain                                                   | Daniel Sahagun                                                | 37 913                                                        | 24,29                                                         |
|                                                               | Libertarien                                                   | Edward Gonzalez                                               | 12 304                                                        | 7,89                                                          |
| Total des votes                                               | Total des votes                                               | Total des votes                                               | 156 058                                                       | 100%                                                          |
|                                                               | Les Démocrates conservent                                     |                                                               |                                                               |                                                               |

### 2012
| Élection de 2012 du 16e district congressionnel de Californie | Élection de 2012 du 16e district congressionnel de Californie | Élection de 2012 du 16e district congressionnel de Californie | Élection de 2012 du 16e district congressionnel de Californie | Élection de 2012 du 16e district congressionnel de Californie |
| ------------------------------------------------------------- | ------------------------------------------------------------- | ------------------------------------------------------------- | ------------------------------------------------------------- | ------------------------------------------------------------- |
| Parti                                                         | Parti                                                         | Candidat                                                      | Votes                                                         | %                                                             |
|                                                               | Démocrate                                                     | Jim Costa (sortant)                                           | 84 649                                                        | 57,0                                                          |
|                                                               | Républicain                                                   | Brian Daniel Whelan                                           | 62 801                                                        | 43,0                                                          |
| Total des votes                                               | Total des votes                                               | Total des votes                                               | 147 450                                                       | 100%                                                          |
|                                                               | Les Démocrates conservent                                     |                                                               |                                                               |                                                               |

### 2014
| Élection de 2014 du 16e district congressionnel de Californie | Élection de 2014 du 16e district congressionnel de Californie | Élection de 2014 du 16e district congressionnel de Californie | Élection de 2014 du 16e district congressionnel de Californie | Élection de 2014 du 16e district congressionnel de Californie |
| ------------------------------------------------------------- | ------------------------------------------------------------- | ------------------------------------------------------------- | ------------------------------------------------------------- | ------------------------------------------------------------- |
| Parti                                                         | Parti                                                         | Candidat                                                      | Votes                                                         | %                                                             |
|                                                               | Démocrate                                                     | Jim Costa (sortant)                                           | 46 277                                                        | 51,0                                                          |
|                                                               | Républicain                                                   | Johnny Tacherra                                               | 44 943                                                        | 49,0                                                          |
| Total des votes                                               | Total des votes                                               | Total des votes                                               | 91 220                                                        | 100%                                                          |
|                                                               | Les Démocrates conservent                                     |                                                               |                                                               |                                                               |

### 2016
| Élection de 2016 du 16e district congressionnel de Californie | Élection de 2016 du 16e district congressionnel de Californie | Élection de 2016 du 16e district congressionnel de Californie | Élection de 2016 du 16e district congressionnel de Californie | Élection de 2016 du 16e district congressionnel de Californie |
| ------------------------------------------------------------- | ------------------------------------------------------------- | ------------------------------------------------------------- | ------------------------------------------------------------- | ------------------------------------------------------------- |
| Parti                                                         | Parti                                                         | Candidat                                                      | Votes                                                         | %                                                             |
|                                                               | Démocrate                                                     | Jim Costa (sortant)                                           | 97 473                                                        | 58,0                                                          |
|                                                               | Républicain                                                   | Johnny Tacherra                                               | 70 483                                                        | 42,0                                                          |
| Total des votes                                               | Total des votes                                               | Total des votes                                               | 167 956                                                       | 100%                                                          |
|                                                               | Les Démocrates conservent                                     |                                                               |                                                               |                                                               |

### 2018
| Élection de 2018 du 16e district congressionnel de Californie | Élection de 2018 du 16e district congressionnel de Californie | Élection de 2018 du 16e district congressionnel de Californie | Élection de 2018 du 16e district congressionnel de Californie | Élection de 2018 du 16e district congressionnel de Californie |
| ------------------------------------------------------------- | ------------------------------------------------------------- | ------------------------------------------------------------- | ------------------------------------------------------------- | ------------------------------------------------------------- |
| Parti                                                         | Parti                                                         | Candidat                                                      | Votes                                                         | %                                                             |
|                                                               | Démocrate                                                     | Jim Costa (sortant)                                           | 82 266                                                        | 58,0                                                          |
|                                                               | Républicain                                                   | Elizabeth Heng                                                | 60 693                                                        | 42,0                                                          |
| Total des votes                                               | Total des votes                                               | Total des votes                                               | 142 959                                                       | 100%                                                          |
|                                                               | Les Démocrates conservent                                     |                                                               |                                                               |                                                               |

### 2020
| Élection de 2020 du 16e district congressionnel de Californie | Élection de 2020 du 16e district congressionnel de Californie | Élection de 2020 du 16e district congressionnel de Californie | Élection de 2020 du 16e district congressionnel de Californie | Élection de 2020 du 16e district congressionnel de Californie |
| ------------------------------------------------------------- | ------------------------------------------------------------- | ------------------------------------------------------------- | ------------------------------------------------------------- | ------------------------------------------------------------- |
| Parti                                                         | Parti                                                         | Candidat                                                      | Votes                                                         | %                                                             |
|                                                               | Démocrate                                                     | Jim Costa (sortant)                                           | 128 690                                                       | 59,4                                                          |
|                                                               | Républicain                                                   | Kevin Cookingham                                              | 88 039                                                        | 40,6                                                          |
| Total des votes                                               | Total des votes                                               | Total des votes                                               | 216 729                                                       | 100%                                                          |
|                                                               | Les Démocrates conservent                                     |                                                               |                                                               |                                                               |

### 2022
La Californie a tenu sa Primaire Jungle le 7 juin 2022, selon ce système de Primaire, tous les candidats sont sur le même bulletin de vote, et les deux arrivés en tête s'affronteront le jour de l'Élection Générale, à savoir le 8 novembre 2022.
| Primaire Jungle 2022 du 16e district congressionnel de Californie | Primaire Jungle 2022 du 16e district congressionnel de Californie | Primaire Jungle 2022 du 16e district congressionnel de Californie | Primaire Jungle 2022 du 16e district congressionnel de Californie | Primaire Jungle 2022 du 16e district congressionnel de Californie |
| ----------------------------------------------------------------- | ----------------------------------------------------------------- | ----------------------------------------------------------------- | ----------------------------------------------------------------- | ----------------------------------------------------------------- |
| Parti                                                             | Parti                                                             | Candidat                                                          | Votes                                                             | %                                                                 |
|                                                                   | Démocrate                                                         | Anna Eshoo                                                        | 81 100                                                            | 47,9                                                              |
|                                                                   | Démocrate                                                         | Rishi Kumar                                                       | 26 438                                                            | 15,6                                                              |
|                                                                   | Républicain                                                       | Peter Ohtaki                                                      | 21 354                                                            | 12,6                                                              |
|                                                                   | Républicain                                                       | Richard Fox                                                       | 13 187                                                            | 7,8                                                               |
|                                                                   | Démocrate                                                         | Ajwang Rading                                                     | 11 418                                                            | 6,7                                                               |
|                                                                   | Démocrate                                                         | Greg Tanaka                                                       | 11 107                                                            | 6,6                                                               |
|                                                                   | Républicain                                                       | Benjamin Soloman                                                  | 2659                                                              | 1,6                                                               |
|                                                                   | Indépendant                                                       | John Karl Fredrich                                                | 2120                                                              | 1,3                                                               |
|                                                                   | Démocrate                                                         | Travis Odekirk                                                    | 2                                                                 | 0,0                                                               |

| Élection de 2022 du 16e district congressionnel de Californie | Élection de 2022 du 16e district congressionnel de Californie | Élection de 2022 du 16e district congressionnel de Californie | Élection de 2022 du 16e district congressionnel de Californie | Élection de 2022 du 16e district congressionnel de Californie |
| ------------------------------------------------------------- | ------------------------------------------------------------- | ------------------------------------------------------------- | ------------------------------------------------------------- | ------------------------------------------------------------- |
| Parti                                                         | Parti                                                         | Candidat                                                      | Votes                                                         | %                                                             |
|                                                               | Démocrate                                                     | Anna Eshoo                                                    | 139 235                                                       | 57.8                                                          |
|                                                               | Démocrate                                                     | Rishi Kumar                                                   | 101 772                                                       | 42.2                                                          |
| Total des votes                                               | Total des votes                                               | Total des votes                                               | 241 007                                                       | 100%                                                          |
|                                                               | Les Démocrates conservent                                     |                                                               |                                                               |                                                               |

## Frontières historique du district

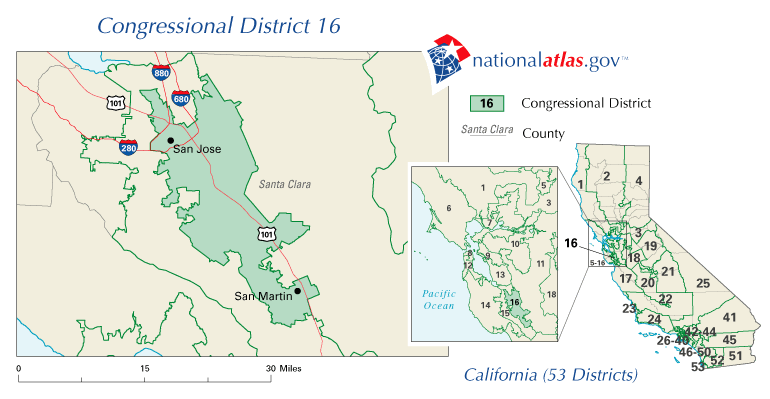
2003 - 2013

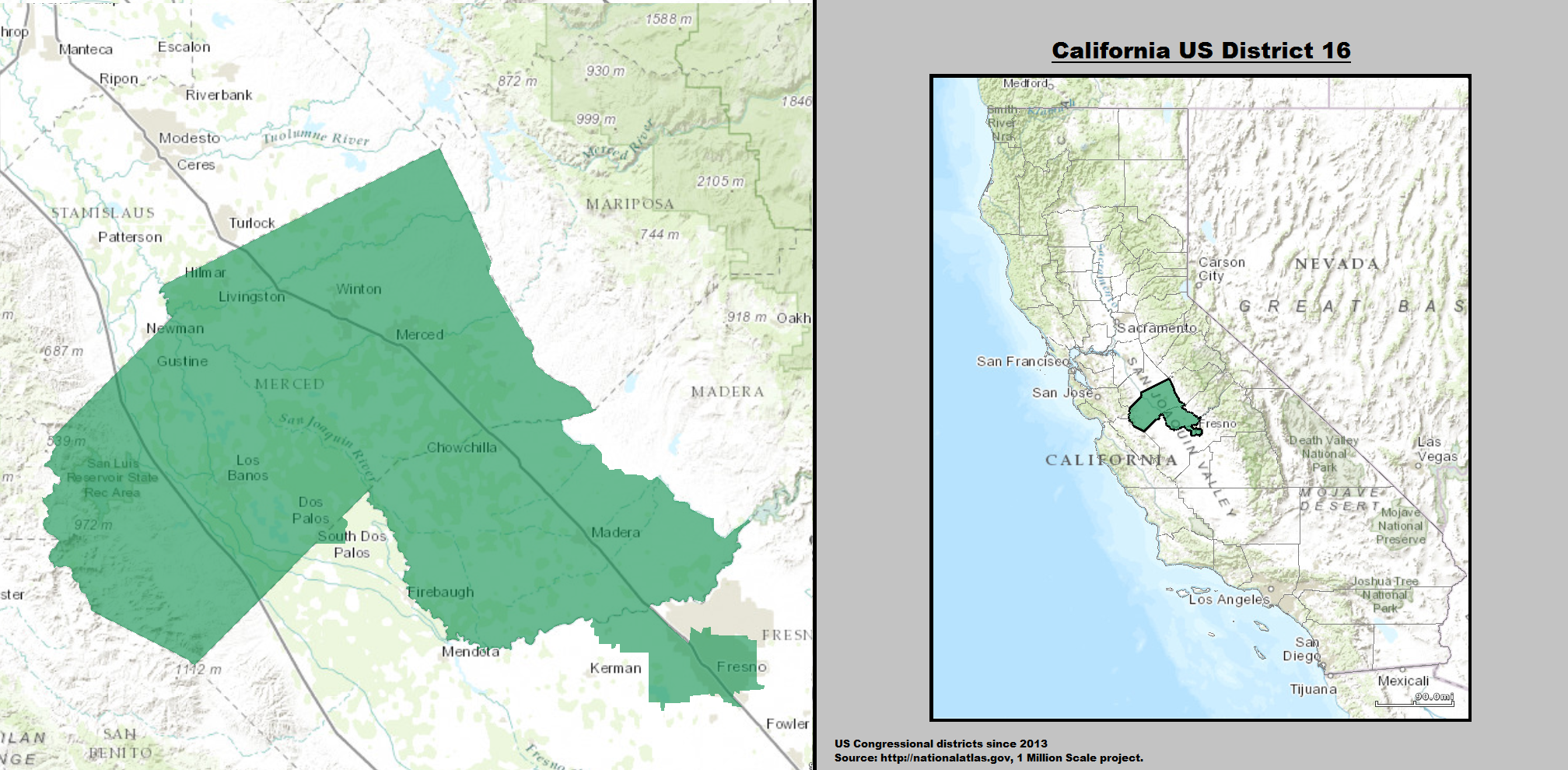
2013 - 2023

### 2024
La Californie a tenu sa Primaire Jungle le 5 mars 2024, selon ce système de Primaire, tous les candidats sont sur le même bulletin de vote, et les deux arrivés en tête s'affronteront le jour de l'Élection Générale, à savoir le 5 novembre 2024.
| Primaire Jungle 2024 du 16e district congressionnel de Californie | Primaire Jungle 2024 du 16e district congressionnel de Californie | Primaire Jungle 2024 du 16e district congressionnel de Californie | Primaire Jungle 2024 du 16e district congressionnel de Californie | Primaire Jungle 2024 du 16e district congressionnel de Californie |
| ----------------------------------------------------------------- | ----------------------------------------------------------------- | ----------------------------------------------------------------- | ----------------------------------------------------------------- | ----------------------------------------------------------------- |
| Parti                                                             | Parti                                                             | Candidat                                                          | Votes                                                             | %                                                                 |
|                                                                   | Démocrate                                                         | Sam Licardo                                                       | 38 492                                                            | 21,1                                                              |
|                                                                   | Démocrate                                                         | Evan Low                                                          | 30 261                                                            | 16,6                                                              |
|                                                                   | Démocrate                                                         | Joe Simitlan                                                      | 30 256                                                            | 16,6                                                              |
|                                                                   | Républicain                                                       | Peter Ohtaki                                                      | 23 283                                                            | 12,8                                                              |
|                                                                   | Démocrate                                                         | Peter Dixon                                                       | 14 677                                                            | 8,1                                                               |
|                                                                   | Démocrate                                                         | Rishi Kumar                                                       | 12 383                                                            | 6,8                                                               |
|                                                                   | Républicain                                                       | Karl Ryan                                                         | 11 563                                                            | 6,3                                                               |
|                                                                   | Démocrate                                                         | Julie Lythcott-Halms                                              | 11 386                                                            | 6,2                                                               |
|                                                                   | Démocrate                                                         | Ahmed Mostafa                                                     | 5814                                                              | 3,2                                                               |
|                                                                   | Démocrate                                                         | Greg Tanaka                                                       | 2421                                                              | 1,3                                                               |
|                                                                   | Démocrate                                                         | Joby Bernstein                                                    | 1652                                                              | 0,9                                                               |

| Élection de 2024 du 16e district congressionnel de Californie | Élection de 2024 du 16e district congressionnel de Californie | Élection de 2024 du 16e district congressionnel de Californie | Élection de 2024 du 16e district congressionnel de Californie | Élection de 2024 du 16e district congressionnel de Californie |
| ------------------------------------------------------------- | ------------------------------------------------------------- | ------------------------------------------------------------- | ------------------------------------------------------------- | ------------------------------------------------------------- |
| Parti                                                         | Parti                                                         | Candidat                                                      | Votes                                                         | %                                                             |
|                                                               | Démocrate                                                     | Sam Licardo                                                   | 179 583                                                       | 58,2                                                          |
|                                                               | Démocrate                                                     | Evan Low                                                      | 128 893                                                       | 41,8                                                          |
| Total des votes                                               | Total des votes                                               | Total des votes                                               | 308 476                                                       | 100%                                                          |
|                                                               | Les Démocrates conservent                                     |                                                               |                                                               |                                                               |